# Iphiaulax melanospilus
Iphiaulax melanospilus är en stekelart som beskrevs av Embrik Strand 1912. Iphiaulax melanospilus ingår i släktet Iphiaulax och familjen bracksteklar. Inga underarter finns listade i Catalogue of Life.